# Psychilis
Psychilis es un género que tiene asignada 15 especies de orquídeas epifita, originarias del Caribe. 

## Descripción
Son especies epífitas o terrestres que han creado un grupo separado de Epidendrum porque tienen el labio fundido a la columna y capacidad para florecer sucesivamente sobre el ápice de la inflorescencia.

## Distribución y hábitat
Son plantas epífitas que se desarrollan en el Caribe, la mayoría en La Española y Puerto Rico.

## Taxonomía
El género fue descrito por Constantine Samuel Rafinesque y publicado en Flora Telluriana 4: 40. 1838.

## Especies dePsychilis
- Psychilis atropurpurea  (Willd. Sauleda (1988)
- Psychilis bifida  (Aubl.) Sauleda (1988) - especie tipo
- Psychilis buchii  (Cogn.) Sauleda (1988)
- Psychilis cogniauxii  (L.O.Williams) Sauleda (1988)
- Psychilis correllii  Sauleda (1988)
- Psychilis dodii  Sauleda (1988)
- Psychilis domingensis  (Cogn.) Sauleda (1988)
- Psychilis kraenzlinii  (Bello) Sauleda (1988)
- Psychilis krugii  (Bello) Sauleda (1988)
- Psychilis macconnelliae  Sauleda (1988)
- Psychilis monensis  Sauleda (1988)
- Psychilis olivacea  (Cogn.) Sauleda (1988)
- Psychilis rubeniana  Dod ex Sauleda (1988)
- Psychilis truncata  (Cogn.) Sauleda (1988)
- Psychilis vernicosa  (Dod) Sauleda (1988)